# Mårten Leijonsköld
Mårten Augustinsson Leijonsköld, född 21 september 1600 och död 27 oktober 1656 var en svensk ämbetsman.

## Biografi
Mårten Leijonsköld föddes i Jönköping som son till borgmästaren Augustinus Hansson och Anna Svahn. Efter faderns död 1602 ingick modern i ett nytt giftermål med befallningsmannen över Jönköpings län Anders Segertsson, vilken 1616 skickade sin styvson till Hamburg för att vinna färdighet i bokhålleri och räknekonsten. Återkommen till Sverige, bemärktes han händelsevis av Axel Oxenstierna, som antog honom i sin enskilda tjänst och lät honom följa med på han resa till Brandenburg, för att hämta Gustav II Adolfs blivande hustru, prinsessan Maria Eleonora av Brandenburg. Genom samme gynnares förord anställdes han 1621 i kungliga kansliet. 
1622 var Leijonsköld kansliskrivare och kassör på greve Gabriel Bengtsson Oxenstiernas legation till Danmark och 1623 förordnades han att till kamreraren Erik Tranas hjälp upprätta jordeböcker över Karelen och Ingermanland. Han förordnade 1628 till kamrerare i Ingermanland, Karelen och Alentaka 1628, krigskamrerare hos svenska armén i Tyskland 1631 och 1632 kamererare över kurfurstendömet Mainz och Pfalz 1632 och blev 1636 förordnad till generalförvaltare över sjötullarna. 1631 gifte han sig med Brita Sneckenfelt. År 1645 vann Leijonsköld adlig värdighet. Han hade redan 1644 försökt vinna adelskap genom att visa att hade adligt påbrå och att släkten fört en svan i vapnet (hans morfar var borgmästaren i Vadstena Mårten Ulfsson Svahn, död 1600). 1649 blev Leijonsköld kammarråd, 1651 vice president i handels- och kommerskollegium, samt upphöjdes, när han 1654 tog avsked, till friherre och skrev sig till Älvkarleby.